# Estadio Km 12 Monday
El estadio Km 12 Monday (también llamado estadio Sol del Este o estadio Yrendy) es un estadio de fútbol de Paraguay que se encuentra ubicado en el municipio de Ciudad del Este. En este escenario, que cuenta con capacidad para 3000 personas, hace las veces de anfitrión el equipo de fútbol del Gremio Sol del Este Fútbol Club. 
Pertenece al club fundado en el año 2009, por ello cuenta con unas instalaciones modernas y único en su tipo entre los clubes de la Liga Deportiva Paranaense al contar con una edificación de 20 habitaciones para la concentración de los jugadores. Salón auditorio para más de un centenar de personas y un amplio quincho. El estadio ha sido utilizado en varias ocasiones por la selección de la Liga Deportiva Paranaense en los campeonatos de la Unión del Fútbol del Interior. Así como también ha servido de sede al Paranaense Fútbol Club en el campeonato de la División Intermedia de la Asociación Paraguaya de Fútbol.